# لیونهوک (دهانه)
لیونهوک یک دهانه برخوردی در ماه‌ است.

## دهانه‌های اقماری
این دهانه ۱ دهانه اقماری دارد.
| Leeuwenhoek | عرض جغرافیایی | طول جغرافیایی | قطر           |
| ----------- | ------------- | ------------- | ------------- |
| E           | ۲۸.۲° S       | ۱۷۶.۷° W      | ۱۱۷.۰ کیلومتر |